# Loreto, Marche
Loreto là một đô thị trên đồi ở tỉnh Ancona, vùng Marche của Italia. Đây là nơi đóng trụ sở của Basilica della Santa Casa. Thị xã này nằm ở độ cao 127 m trên mực nước biển, hữu ngạn sông Musone, cách tỉnh lỵ Ancona 22 km về phía nam đông nam của tỉnh lỵ Ancona.

## Thành phố kết nghĩa
- Mariazell, Áo
- Fátima, Bồ Đào Nha
- Altötting, Đức
- Częstochowa, Ba Lan
- Nazareth, Israel